# 阿比西尼亚猫
阿比西尼亚猫（英語：Abyssinian cat）是一種家貓品種，属短毛猫种。這種貓眼睛閃著金色光澤。阿比西尼亞貓來源不清，傳說是起源於尼羅河沿岸地帶，該品種的貓活躍好動、性格外向、獨立性強。它也是美國最受歡迎的短毛貓種。

## 起源

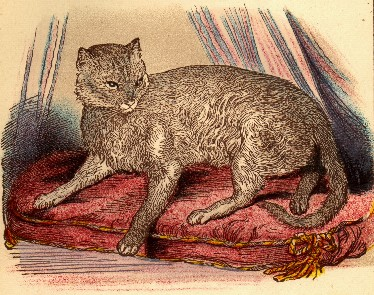
祖菈，＂第一只阿比西尼亞貓＂

阿比西尼亞是衣索比亞的舊稱，但阿比西尼亞貓的起源故事卻往往和埃及有關。基因比對發現阿比西尼亞貓起源於印度洋沿岸，可能是由殖民者購買的野貓，在埃及一帶發展而來。
之後的傳說在1868年，一位英格蘭士兵從埃及亞歷山卓港帶回英國一只名為“祖菈”的小母貓。而阿比西尼亞貓係則是由祖菈與一隻英國虎班貓交配之後產生的。儘管大多數阿比西尼亞貓在外觀基因上都與祖菈相吻合，但並沒有充分的證據證明後來被稱為阿比西尼亞的貓系與祖菈間有直接的親緣連繫。

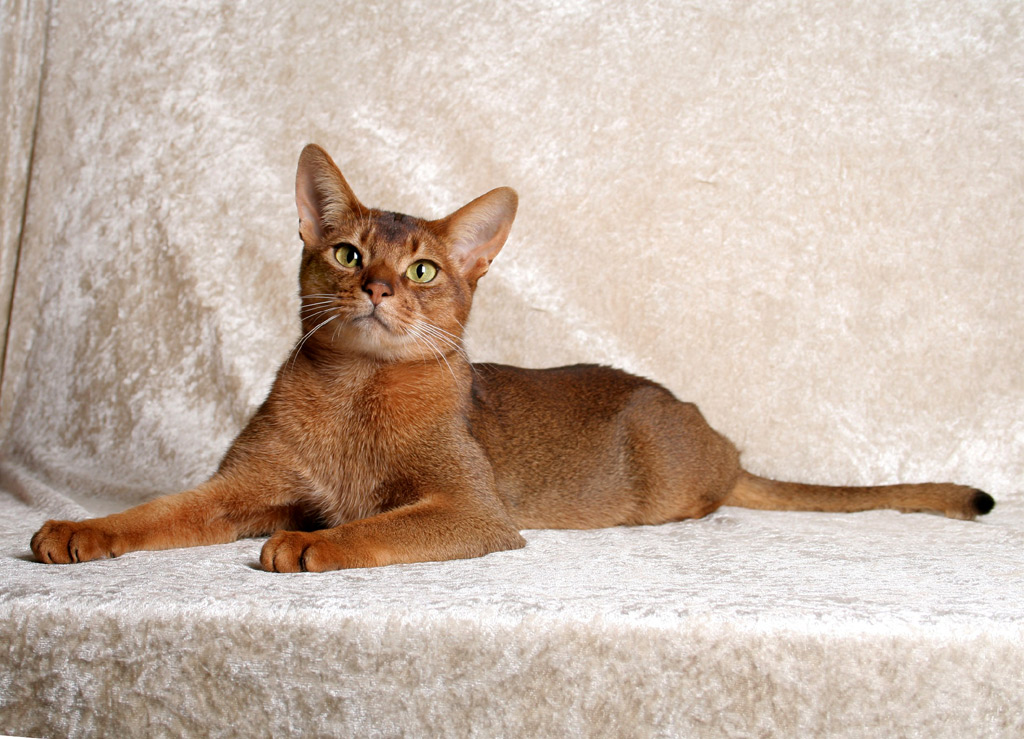
一只雄性阿比西尼亚猫

## 體貌特徵

### 概況
阿比西尼亞貓的被毛密生，呈土黄色，也有蓝色。四肢细长，肌肉发达，身躯柔软灵活，尾巴與腳爪有虎班貓的特徵，不過身形體態不能與虎班貓一致。头为楔形，眼为杏仁状，呈金黄色、绿色、和淡褐色，且下巴、嘴唇及眼边缘有黑色条纹，耳朵較大，额头有Ｍ形斑纹。體重4－7.5千克，大小適中。
阿比西尼亞貓的眼線使得它從正面與斜側面看來都有比較明顯的面部輪廓；就擬人化角度來說，比較其他貓種更容易就表情引申出內心的想法。

### 毛色
阿比西尼亞貓有著明顯波狀斑紋黃褐色的毛髮，通常是澄金色的，不過也有藍色（一種偏藍的淺灰色）、淺黃色、紅褐色，以及紅色（有一說稱為“磚紅色”）。也有一種比較稀有的“銀色”阿比西尼亞貓，毛色以白色、乳白色，以及灰色的漸層方式顯示出來。

### 個性
阿比西尼亞貓的個性非常聰明、獨立、主動、友善、好奇心重，而且好玩，幾乎像狗兒一樣；也有“狗狗貓”的暱稱。或許是基於它們將環境視為自己與生俱有的棲息地的關係。阿比西尼亞貓好動活潑，也喜歡爬高，有如天生的攀岩好手。它們通常也會認人，與家人當中待它最好的一位表現出深厚的感情。由於個性的原因，受到冷落的阿比西尼亞貓很快會感到厭煩，甚至沮喪。